# Julián Peña
Julian Peña Suarez (Bilbao, Vizcaya, 24 de noviembre de 1964) es un escritor en euskara. Ha traducido al euskara un diálogo platónico: la apología de Sócrates (1999, Jakin). Es autor de un método para aprender latín en euskara, Relatinator y de un diccionario escolar de latín-euskara-castellano con más de 6.000 entradas, Dux.

## Obra

### Novela
- Sosak, koplak eta rock and rolla (1998, Elkar)
- Zura eta harrak (2001, Hiria)
- Apologia (2005, Elkar)

### Ensayo
- El caso Alfonso Basterra. Relectura de un error judicial (2024, Mascarón de Proa)[4][5]